# 吉田金四
吉田 金四（よしだ きんし、生年不明 - 1847年4月22日（弘化4年3月8日））は、江戸時代の人形浄瑠璃の人形遣い。

## 生涯
生年は不詳。大坂で有名な人形遣いで、門弟が阿波国にあることから、頻繁に阿波国へ招かれていた。現在の徳島県徳島市二軒屋町にある焼香庵には金四自作の碑文がある。
1847年4月22日（弘化4年3月8日）、死去。墓所は徳島県徳島市の焼香庵。